# Força policial civil
Força policial civil é a expressão genérica para designar a corporação policial cujos funcionários são regidos por estatuto funcional baseado nos princípios jurídicos aplicáveis ao funcionalismo civil do serviço público, mas com normas específicas para a função policial.
Como a hierarquia e a disciplina são requisitos importantes no desdobramento da ação policial, a maioria das forças policiais civis adotam rotinas militarizadas, inclusive com o uso do uniforme, que, também, possibilita a imediata identificação do servidor.